# Барзан (Приморская Шаранта)
Барза́н (фр. Barzan) — коммуна во Франции, находится в регионе Новая Аквитания. Департамент коммуны — Приморская Шаранта. Входит в состав кантона Коз. Округ коммуны — Сент.
Код INSEE коммуны — 17034.

## Население
Население коммуны на 2010 год составляло 455 человек.
| 1962 | 1968 | 1975 | 1982 | 1990 | 1999 | 2010 |
| ---- | ---- | ---- | ---- | ---- | ---- | ---- |
| 431  | 378  | 344  | 371  | 410  | 428  | 455  |

## Экономика
В 2010 году среди 229 человек трудоспособного возраста (15—64 лет) 165 были экономически активными, 64 — неактивными (показатель активности — 72,1 %, в 1999 году было 62,1 %). Из 165 активных жителей работали 139 человек (80 мужчин и 59 женщин), безработных было 26 (11 мужчин и 15 женщин). Среди 64 неактивных 15 человек были учениками или студентами, 32 — пенсионерами, 17 были неактивными по другим причинам.